# Ctenus angigitanus
Ctenus angigitanus este o specie de păianjeni din genul Ctenus, familia Ctenidae, descrisă de Roewer, 1938. Conform Catalogue of Life specia Ctenus angigitanus nu are subspecii cunoscute.